# ويليام رايت (كاهن كاثوليكي)
ويليام رايت (بالإنجليزية: William Wright)‏ هو كاهن كاثوليكي أسترالي، ولد في 26 أكتوبر 1952 في واشنطن العاصمة في الولايات المتحدة.